# Скіо
Скіо (італ. Schio, вен. Schio) — муніципалітет в Італії, у регіоні Венето, провінція Віченца.
Скіо розташоване на відстані близько 440 км на північ від Рима, 85 км на захід від Венеції, 24 км на північний захід від Віченци.
Населення — 39 443 особи (2014).
Щорічний фестиваль відбувається 29 червня. Покровитель — San Pietro.

## Демографія
Населення за роками:

Станом на 1 січня 2023 року в муніципалітеті офіційно проживало 4705 іноземців з 94 країн, серед них 1143 громадяни країн Євросоюзу та 148 громадян України.

## Уродженці
- Маріо Претто (*1915 — †1984) — відомий у минулому італійський футболіст, захисник, згодом — тренер.

## Сусідні муніципалітети
- Марано-Вічентіно
- Монте-ді-Мало
- Позіна
- Сан-Віто-ді-Легуццано
- Санторсо
- Торребельвічино
- Вальданьо
- Валлі-дель-Пазубіо
- Вело-д'Астіко
- Цане